# Nemia costalis
Nemia costalis là một loài côn trùng trong họ Nemopteridae thuộc bộ Neuroptera. Loài này được Westwood miêu tả năm 1836.